# Clubiona stiligera
Clubiona stiligera là một loài nhện trong họ Clubionidae. Loài này được phát hiện ở Sumatra.